# جيتيت
جيتيت (بالعبرية: גיתית) (بالإنجليزية: Gitit)‏ موشاف استيطاني إسرائيلية، أقيمت عام 1972 في غور الأردن شرق الضفة الغربية على أراضي بلدة الجفتلك في محافظة أريحا وأراضي بلدة عقربا في محافظة نابلس، وتقع إداريًا ضمن اختصاص مجلس غور الأردن الإقليمي. في عام 2018 كان عدد سكانها 476 مستوطنًا.
كشفت صحيفة "هآرتس" الإسرائيلية في 23 يونيو 2023 عن وثائق تُفيد أن الجيش الإسرائيلي قد سمّم أراضٍ زراعية في بلدة عقربا الفلسطينية في أبريل 1972 تصل مساحتها إلى نحو 500 دونمًا بهدف إتلاف محاصيلها، ثم أتبع ذلك بمصادرتها وإقامة مستوطنة جيتيت عليها.

## الجانب القانوني
يعتبر المجتمع الدولي المستوطنات الإسرائيلية في الضفة الغربية غير قانونية بموجب القانون الدولي، لكن الحكومة الإسرائيلية تعارض ذلك.